# Route départementale 133 (Essonne)
Pour les articles homonymes, voir Route départementale 133.
La route départementale 133 est une route départementale située dans le département français de l'Essonne et dont l'importance est aujourd'hui restreinte à la circulation routière locale. Elle assure la liaison routière entre Montlhéry et Brétigny-sur-Orge par la vallée de l'Orge.

## Itinéraire
La route départementale 133 assure la liaison routière entre la route nationale 20 à Montlhéry et Brétigny-sur-Orge en suivant en partie la vallée de l'Orge.
- Montlhéry : la route démarre son parcours au nord du territoire à l'intersection avec la route départementale 35 marquée par le rond-point des Bourguignons. Elle prend l'appellation de Route des Templiers puis croise la route départementale 25 et enfin la route départementale 446 avant de quitter le territoire communal.
- Longpont-sur-Orge : elle suit en partie le même tracé que la RD 446 sous l'appellation de Route de Montlhéry jusqu'à la traversée de l'Orge.
- Saint-Michel-sur-Orge : elle entre par l'ouest du territoire après avoir traversé la rivière et devient la Rue de Montlhéry puis se sépare de la RD 446 pour devenir la Route de la Boëlle.
- Brétigny-sur-Orge : elle prend l'appellation de Rue Léon-Blum et passe sous la route nationale 104 au niveau de l'échangeur autoroutier. À proximité de la clinique des Lauriers, elle devient l’Avenue des Marronniers, puis la Rue de la Mairie avant de rencontrer la route départementale 152. Elle passe alos sous la ligne de Paris-Austerlitz à Bordeaux-Saint-Jean, empruntée par la ligne C du RER d'Île-de-France, et achève son parcours dans le centre-ville.